# Bill Johnston

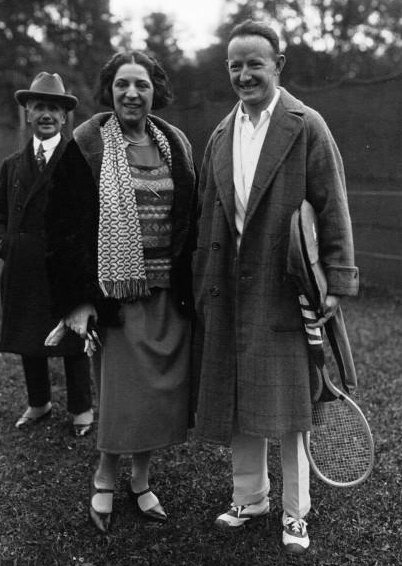
Bill Johnston mit Suzanne Lenglen (1923)

William M. „Bill“ Johnston, genannt „Little Bill“ (* 2. November 1894 in San Francisco, Kalifornien; † 1. Mai 1946 ebenda) war ein US-amerikanischer Tennisspieler.

## Biographie
Er war vor der großen Zeit von „Big Bill“ Tilden der beste amerikanische Tennisspieler. Zusammen gewannen sie sieben Mal den Davis Cup in Serie. Seine größten Erfolge im Einzel waren der Gewinn der amerikanischen Meisterschaften 1915 und 1919 in Forest Hills und der Sieg in Wimbledon 1923.
Zudem erreichte er bei den amerikanischen Meisterschaften noch drei Siege im Doppel, mit Partner Clarence Griffin und einen im Mixed, mit Mary Kendall Browne.
Er spielte zwar in den 1920er Jahren noch öfter gegen Bill Tilden, konnte gegen ihn aber nicht mehr in einem wichtigen Spiel gewinnen. So gewann Tilden ab 1920 sechs aufeinanderfolgende U.S. National  Championships und besiegte Johnston fünf Mal im Finale, dabei dreimal in Fünf-Satz-Matches. 1958 erfolgte posthum die Aufnahme in die International Tennis Hall of Fame.
Sein Spiel lebte vor allem von seiner Vorhand, einer der besten Vorhandschläge aller Zeiten, bis Pancho Segura Ende der 1940er Jahre das Spiel mit seiner beidhändigen Vorhand revolutionierte.
Johnston starb 1946 im Alter von 51 Jahren.